# El hombre de La Mancha (película)
El hombre de la Mancha es una película producida en 1972, adaptación del musical del mismo nombre. Fue protagonizada por Peter O'Toole, Sophia Loren y James Coco, bajo dirección de Arthur Hiller. 
La trama se basa en la historia que cuenta Miguel de Cervantes sobre Don Quijote en una prisión mientras espera una audiencia con la Inquisición Española.